# Halichaetonotus tentaculatus
Halichaetonotus tentaculatus is een buikharige uit de familie Chaetonotidae. Het dier komt uit het geslacht Halichaetonotus. Halichaetonotus tentaculatus werd in 1971 voor het eerst wetenschappelijk beschreven door d’Hondt. 